# Giovanni Maria Damiani
Giovanni Maria Damiani (Piacenza, 4 ottobre 1832 – Bologna, 7 settembre 1908) è stato un militare e patriota italiano.
Nell'elenco ufficiale dei partecipanti alla spedizione dei Mille, pubblicato sulla Gazzetta Ufficiale del Regno d'Italia del 12 novembre 1878, lo si trova al numero 355.

## Biografia
Nacque a Piacenza, allora parte integrante del Ducato di Parma e Piacenza, il 4 ottobre 1832, figlio di Carlo e di Dominichina Barzini.
All'età di 16 anni passò il confine per raggiungere Torino, allora capitale del Regno di Sardegna, e partecipare alla prima guerra di indipendenza italiana nelle file dell'Armata sarda, aggregato al 12º Reggimento fanteria della Brigata Casale. Partecipò alla battaglia di Custoza in qualità di granatiere, venendo congedato per infermità l'8 ottobre 1848. Dopo la ripresa delle ostilità nel 1849, non riprese servizio attivo e, nonostante le sue successiva affermazioni, non prese parte alla battaglia di Novara, dove cadde il fratello maggiore Sigismondo.
Congedato definitivamente il 16 maggio 1849, dopo la firma dell'armistizio di Vignale, ritornò a Piacenza, ma, essendo ormai sorvegliato dalla polizia, decise di emigrare a Londra, dove contrasse amicizia con Giuseppe Mazzini, Aurelio Saffi, Federico Campanella e Felice Orsini. Fu poi mandato in missione in Italia; prima di abbandonarla, sembra abbia sfidato il governo ducale facendo sventolare il 15 agosto 1853, in piazza Cavalli a Piacenza, una bandiera tricolore.
Si trasferì quindi in Turchia, dove si dedicò al commercio, viaggiando attraverso l'Impero ottomano, e si portò in Siria e poi in Egitto, dove era presente una numerosa colonia di emigrati politici italiani, commerciando in cavalli e pietre preziose. Nel 1858 seguì Felice Orsini a Parigi e fu coinvolto nel fallito attentato contro l'imperatore Napoleone III, fuggendo poi nuovamente in Inghilterra. Nel 1859, quando la guerra contro l'Impero austriaco era ormai imminente, ritornò in Italia, entrò clandestinamente nel Ducato di Parma e a Piacenza, riuscì a portare via a forza il fratello, che svolgeva il servizio di leva nell'esercito ducale e riparò subito dopo in Piemonte per partecipare alla seconda guerra d'indipendenza italiana, aggregato alle Guide a Cavallo. Con il grado di brigadiere si batté allo Stelvio sotto il comando di Nino Bixio, rimanendo ferito in combattimento l'8 luglio. Promosso maresciallo, seguì poi Giuseppe Garibaldi nelle Romagne, lasciando il servizio attivo il 14 marzo dopo l'annessione al Regno di Sardegna dei ducati di Parma e Modena.
Il 5 marzo 1860 raggiunse Garibaldi a Quarto per partecipare alla spedizione dei Mille con il grado di sottotenente delle Guide. Nella battaglia di Calatafimi si distinse nella mischia intorno alla bandiera di Valparaiso, venendo promosso luogotenente. Concluse la campagna come capitano (dal 26 luglio) di fanteria ed ebbe le medaglie commemorative e la Croce di Cavaliere dell'Ordine militare di Savoia per essersi distinto a Calatafimi, a Palermo e al Volturno. Al termine della spedizione entrò nel Regio Esercito come capitano di cavalleria.
Quando nel 1862 Garibaldi organizzò la spedizione per liberare Roma, conclusasi tragicamente sull'Aspromonte, tentò di unirsi a lui, ma fu fermato a Napoli e dopo poco tempo rassegnò le dimissioni dall'esercito. Anche il fratello Pietro, che per seguire Garibaldi aveva disertato dall'esercito regolare, fu condannato e morì poco dopo in carcere.
Lasciata la vita militare, si mise in affari, ma con poca fortuna, dimorando per qualche tempo a Torino e Napoli.
Nel 1866 ritornò in servizio attivo per partecipare alla terza guerra d'indipendenza italiana, assegnato, come vicecomandante, in forza al corpo delle Guide a Cavallo, allora al comando di Giuseppe Missori, con cui ebbe rapporti assai difficili. Si distinse durante la battaglia della Bezzecca, dove fu decorato, su proposta di Benedetto Cairoli, con una medaglia d'argento al valore militare.
Congedatosi dall'esercito il 25 settembre 1866, nel 1867 seguì nuovamente Garibaldi, partecipando, come comandante del Corpo a Cavallo Guide Garibaldi, alla sfortunata campagna nell'Agro romano terminata con la sconfitta di Mentana.
Si stabilì successivamente a Firenze, dove tentò di portare avanti nuovi affari, e poi a Bologna, dove fu corrispondente dell'Agenzia Stefani e nel 1878 ottenne il posto di economo presso l'Università dal rettore Francesco Magni. In tale veste fu in relazione con personaggi famosi dell'ateneo, come Giosuè Carducci e Giovanni Pascoli.
Nel 1876 pubblicò sul Resto del Carlino l’epopea dei Mille, “Da Quarto al Volturno“, scritta da Giuseppe Cesare Abba.
Provato dalla malattia, morì suicida a Bologna il 7 settembre 1908. Una via di Piacenza porta il suo nome.